# Le piccole storie
Le piccole storie, il cui sottotitolo è Ai margini delle guerre, è un'opera da camera in un atto per giovani di Lorenzo Ferrero su un libretto italiano di Giuseppe Di Leva. Alcuni episodi sono genericamente basati sul racconto Le lit 29 di Guy de Maupassant e sul dramma Giulio Cesare di Shakespeare. Le storie non raccontano direttamente episodi di guerra, ma piuttosto momenti di vita di coloro che ne sono vittime, come suggerisce il sottotitolo, ai margini delle guerre.
Il lavoro, commissionato dal Teatro Comunale di Modena, e qui eseguito per la prima volta nel 2007, è stato diretto da Carlo Boccadoro con la regìa di Francesco Frongia.

## Premessa
Vari episodi storico-letterari si succedono in uno scenario di violenza e disastri, durante il quale frammenti di notiziari di guerra passano su schermi televisivi. In esso, personaggi perlopiù anonimi diventano le vittime innocenti della guerra e dei suoi devastanti effetti psicologici.
Momenti della Roma antica, delle guerre jugoslave, della guerra franco-prussiana, e del Giappone al tempo della sua capitolazione durante la Seconda Guerra Mondiale, si incrociano con brevi flash di avvenimenti attuali, riportando il passato alla nostra consapevolezza  dell'attualità.
Dal punto di vista drammaturgico l'opera è concepita come una sorta di format televisivo, in cui vari presentatori introducono e commentano le diverse storie, che si sovrappongono come parti di un unico scenario di violenza pubblica e privata.

## Compagnia di canto della prima
| Personaggio                                             | Registro vocale                       | Compagnia della prima, 9 dicembre 2007 (Direttore: Carlo Boccadoro) |
| ------------------------------------------------------- | ------------------------------------- | ------------------------------------------------------------------- |
| Il giornalista, giornalista televisivo                  | attore o vero presentatore televisivo | Ferdinando Bruni, Elio De Capitani, Ida Marinelli                   |
| Il giapponese, uomo d'affari                            | attore-danzatore-mimo                 | Beniamino Caldiero                                                  |
| Cinna, poeta romano                                     | baritono                              | Gabriele Nani                                                       |
| Schiava di Cinna                                        | mima                                  | Silvia Giuntoli                                                     |
| Georg                                                   | attore                                | Alessandro Mor                                                      |
| Ulrich                                                  | attore                                | Nicola Bortolotti                                                   |
| Irma, cantante                                          | soprano                               | Polina Pasztircsák                                                  |
| Épivent, ufficiale francese degli ussari                | tenore                                | Claudio Barbieri                                                    |
| Robic, ufficiale francese degli ussari                  | baritono                              | Gabriele Nani                                                       |
| Plebei, venditrice di sigarette, cameriere, infermiera. |                                       |                                                                     |

## Trama
Introduzione giornalistica sulla guerra, e in particolare sulla fine della Seconda Guerra Mondiale. Il 15 agosto 1945 un uomo d'affari giapponese fa una telefonata intercontinentale ad un amico a Roma. La telefonata è interrotta da un notiziario radiofonico in cui l'imperatore giapponese Hirohito annuncia la capitolazione del Giappone agli Alleati.
Introduzione all'assassinio di Giulio Cesare. Svegliandosi, il poeta Elvio Cinna ricorda di aver sognato un invito a cena da Cesare e interpreta il sogno come un invito al funerale del dittatore. Come suo amico personale, si sente in dovere di partecipare. Nelle strade il clima politico è cambiato dopo il discorso di Marco Antonio al funerale e la caccia ai nemici di Cesare è cominciata. Cinna è scambiato per uno di loro, il console Lucio Cornelio Cinna, e assassinato dalla plebe in rivolta.
Introduzione alle guerre jugoslave. Una notte d'inverno due atavici nemici si incontrano in una foresta. Sono entrambi pronti ad uccidere. Una violenta tempesta sradica un vecchio faggio e i due uomini si trovano intrappolati fra i rami dell'albero caduto. Iniziano una conversazione che porta quasi alla nascita di una amicizia. Sentono rumori e pensano che i loro compagni siano venuti a salvarli. Insieme chiedono aiuto, ma si tratta solo di lupi...
Introduzione alla guerra franco-prussiana. A Rouen due ussari, i capitani Épivent e Robic, assistono all'esibizione della cantante Irma Pavolin in un cabaret. Quest'ultima passa un foglietto a Épivent, invitandolo a farle visita non appena possibile. Un anno dopo, i due vivono ormai insieme a casa di Irma, quando Épivent è richiamato e deve partire per il fronte.
Ritorno alla scena giapponese. L'uomo d'affari riflette sul Gyokuon-hōsō, l'annuncio di Hirohito alla radio, e i suoi occhi cadono sulla spada di suo nonno. Con lenti e deliberati gesti veste gli abiti traditionali giapponesi e inizia l'antico rituale del Seppuku.
Introduzione giornalistica alla disfatta francese nella guerra franco-prussiana. Épivent torna dalla guerra pluridecorato, e dalle pesanti insinuazioni dei suoi commilitoni viene a sapere della malattia di Irma. La trova morente nel reparto sifilitici dell'ospedale locale. Da Irma apprende che è stata violentata dai prussiani e che, come unico mezzo di vendetta e partecipazione alla guerra, ha deciso di contaminare a sua volta il maggior numero di nemici possibile. In un drammatico dialogo, Irma rivendica di fronte all'orrore di Épivent, la stessa croce d'onore che il capitano si è guadagnata sul campo di battaglia.